# Problema de la justificación de la deducción
El problema de la justificación de la deducción es el problema de la filosofía de la lógica acerca de cómo justificar los métodos deductivos propios de las ciencias formales, suponiendo que necesitan ser justificados. Este problema presenta un desafío a varios tipos de justificación a priori y constituye un desafío para los proponentes de dicha justificación.
Suponga que la proposición «la vida extraterrestre existe o no existe» está justificada a priori. No se necesita recorrer el universo para saber que esa proposición es verdadera. Sin embargo, según las técnicas estándar de la lógica contemporánea, si se quiere demostrar la verdad de esa proposición, se debe demostrar que bajo cualquier interpretación de las partes de la proposición, la proposición completa resulta verdadera. Pero este proceso de demostración supone, necesariamente, la validez de al menos una regla de inferencia, generalmente el modus ponens. Pero para demostrar la validez del modus ponens, es necesario recurrir al modus ponens, o a reglas de inferencia cuya validez se demuestra por medio del modus ponens. Luego, parece imposible dar una justificación última de la verdad de la proposición.
En 1895, Lewis Carroll publicó un breve ensayo titulado Lo que la tortuga le dijo a Aquiles, donde por medio de un diálogo entre estos dos personajes, expone un problema de justificación de la deducción. Carroll observa que para aceptar la verdad de una conclusión basada en un argumento deductivo, es necesario aceptar tanto la verdad de las premisas como la validez del argumento. Sin embargo, la validez del argumento puede ser considerada una premisa adicional, que debe por lo tanto sumarse a las premisas que ya se tenía. Pero esto genera un nuevo argumento, distinto al anterior, con n + 1 premisas, y si se quiere aceptar la conclusión original con base en este nuevo argumento, entonces debe aceptarse que el nuevo argumento con n + 1 premisas es válido. Pero aceptar esto, otra vez, es introducir una nueva premisa, que genera un argumento con n + 2 premisas, distinto al anterior. Y así ad infinitum.
En un artículo de 1976, Susan Haack revela varios paralelismos entre el problema de la justificación de la deducción y el problema de la inducción. Según Haack, tanto la inducción como la deducción se pueden justificar deductivamente o inductivamente. En el caso de la inducción, una justificación deductiva resultaría demasiado fuerte, porque mostraría que siempre que las premisas sean verdaderas, la conclusión también lo será, y una justificación inductiva resultaría circular. Análogamente, en el caso de la deducción, una justificación inductiva resultaría demasiado débil, porque mostraría que casi siempre que las premisas sean verdaderas, la conclusión también lo será, mientras que una justificación deductiva resultaría circular.
Paul Boghossian, en su trabajo titulado Knowledge of Logic, menciona otro posible camino de justificación para la deducción: el camino no inferencial, según el cual es posible algo así como una intuición racional de la verdad de las bases de la deducción (Boghossian se refiere en particular al modus ponendo ponens). Este camino, dice, aunque ha sido históricamente influyente, parece más un nombre para el problema que una solución a él.